# Gephyrellula lavidabonita
Espèce
Gephyrellula lavidabonita est une espèce d'araignées aranéomorphes de la famille des Philodromidae.

## Distribution
Cette espèce est endémique du département de Magdalena en Colombie,. Elle se rencontre vers Santa Marta.

## Description
La femelle holotype mesure 3,02 mm.

## Systématique et taxinomie
Cette espèce a été décrite par Galvis, Casas, Villareal et Sherwood en 2024.

## Publication originale
(juillet 2024).
- Galvis, Casas, Villareal & Sherwood, 2024 : « Running crab spiders (Araneae: Philodromidae) from Colombia: new species and records. » Arachnology, vol. 18, no 9, p. 1127-1138.